# Federação PSDB Cidadania
A Federação PSDB Cidadania é uma federação partidária brasileira formada em 2022 pelo Partido da Social Democracia Brasileira (PSDB) e Cidadania. Seu programa e estatuto foram divulgados em 1 de abril de 2022. Seu pedido de registro foi protocolado no Tribunal Superior Eleitoral (TSE) em 11 de maio e seu estatuto foi aprovado em 26 de maio do mesmo ano.
Em abril de 2024, somados os dois partidos, a federação contava com 1.734.223 filiados.
Em 16 de março de 2025, o partido Cidadania anunciou sua intenção de dissolver a Federação. Todavia, a Lei das Federações prevê sanções para partidos que se desligam da organização antes dos 4 anos de sua existência. Sendo assim, o protocolo do pedido oficial de dissolução da federação, junto ao TSE, foi adiado para 2026.

## História
Em 2018, o PSDB elegeu 29 deputados federais e o Cidadania que à época ainda se chamava Partido Popular Socialista (PPS) elegeu 8 deputados federais, correspondendo a 5,65% e 1,56%, respectivamente, dos votos nacionais para a Câmara dos Deputados. Juntos, os partidos tinham 10 senadores.
Em 2022, os dois partidos formaram a federação, sobretudo em razão da cláusula de barreira. Naquele ano, os partidos deveriam atingir pelos 2% dos votos nacionais nas eleições para a Câmara dos Deputados, distribuídos em pelo menos um terço das unidades da Federação, com um mínimo de 1% (um por cento) dos votos válidos em cada uma delas ou eleger 12 deputados federais, distribuídos por ao menos um terço das unidades da Federação, para garantirem acesso ao fundo partidário e o direito à propaganda eleitoral.
Todavia, com resultado das eleições parlamentares de 2022, os dois partidos que compõem a federação diminuíram drasticamente sua representatividade, elegendo juntos apenas 18 membros para a Câmara dos Deputados, o que correspondia, à época, à 4,5% dos votos nacionais para a Câmara dos Deputados (3,02% para o PSDB e 1,47% para o Cidadania). Em 2023, apenas 3 senadores permaneciam vinculados ao PSDB e nenhum vinculado ao Cidadania.
Consequentemente, desde 2022, as duas legendas iniciaram conversas e negociações sobre uma possível fusão. Todavia, as tratativas para isso não foram concluídas.
A partir de 2023, a Federação iniciou a discussão de uma possível ampliação, com a adição do PODE.
Em 2024, iniciou-se a discussão sobre a adição dos partidos Solidariedade e do PDT à federação, diante do baixo desempenho do partido nas eleições municipais. Outro partido envolvido nas discussões é o PRD.
Em 11 outubro de 2024, integrantes do Cidadania anunciaram a intenção de dissolver a federação em 2026, assim que o prazo mínimo de 4 anos for alcançado. Segundo integrantes do partido, divergências sobre a representatividade da legenda menor no registro de candidaturas seria o principal motivo para o rompimento.
Em 10 março de 2025, a governadora de Pernambuco Raquel Lyra saiu do PSDB e foi para o PSD, para manter o apoio do PSDB, sua vice, Priscila Krause migrou do Cidadania para o partido de Marconi Perillo. Mas em abril, após uma intervenção do PSDB de Pernambuco, Priscila Krause e todos os 32 prefeitos e prefeitas da legenda no estado abandonaram o partido.

## Organização
A federação é composta por dois partidos políticos.
| Partido | Partido | Partido                                 | Presidente        | Deps. Federais | Senadores | Prefeitos   | Governadores |
| ------- | ------- | --------------------------------------- | ----------------- | -------------- | --------- | ----------- | ------------ |
|         |         | Partido da Social Democracia Brasileira | Marconi Perillo   | 12 / 513       | 3 / 81    | 276 / 5 569 | 1 / 27       |
|         |         | Cidadania                               | Comte Bittencourt | 5 / 513        | 0 / 81    | 33 / 5 569  | 0 / 27       |

O presidente da Federação PSDB Cidadania é Marconi Perillo e o vice-presidente é Comte Bittencourt. O Colegiado Nacional da Federação é composto por dezenove membros titulares e sete suplentes, distribuídos entre os partidos na proporção da votação total para deputado federal obtida na última eleição, assegurada a participação mínima de 30% para cada gênero.
A presidência do órgão de direção nacional cabe ao Partido da Social Democracia Brasileira (PSDB) e a primeira vice-presidência ao Cidadania. Os demais cargos do colegiado serão preenchidos mediante eleição.

## Desempenho eleitoral

### Eleições parlamentares federais
| Eleição | Câmara dos Deputados | Câmara dos Deputados | Câmara dos Deputados | Câmara dos Deputados | Senado Federal | Senado Federal | Senado Federal  | Senado Federal |
| Eleição | Votos                | %                    | Eleitos              | +/–                  | Votos          | %              | Assentos totais | +/–            |
| ------- | -------------------- | -------------------- | -------------------- | -------------------- | -------------- | -------------- | --------------- | -------------- |
| 2022    | 4.923.167            | 4.50%                | 18 / 513             | 18                   | 1.384.871      | 1.39%          | 3 / 81          | 0              |

| UF | Parlamentar                 | Partido   | Imagem |
| -- | --------------------------- | --------- | ------ |
| AM | Amom Mandel                 | Cidadania |        |
| BA | Adolfo Viana                | PSDB      |        |
| GO | Lêda Borges                 | PSDB      |        |
| MS | Beto Pereira                | PSDB      |        |
| MS | Dr. Geraldo Resende         | PSDB      |        |
| MS | Dagoberto Nogueira Filho    | PSDB      |        |
| MG | Paulo Abi-Ackel             | PSDB      |        |
| MG | Aécio Neves                 | PSDB      |        |
| PR | Beto Richa                  | PSDB      |        |
| RS | Lucas Redecker              | PSDB      |        |
| RS | Daniel Trzeciak             | PSDB      |        |
| RS | Any Ortiz                   | Cidadania |        |
| SC | Carmen Zanotto (Licenciada) | Cidadania |        |
| SC | Geovania de Sá (1ªSuplente) | PSDB      |        |
| SP | Alex Manente                | Cidadania |        |
| SP | Arnaldo Jardim              | Cidadania |        |
| SP | Paulo Alexandre Barbosa     | PSDB      |        |
| SP | Vitor Lippi                 | PSDB      |        |

| UF | Senador            | Partido | Imagem |
| -- | ------------------ | ------- | ------ |
| AM | Plínio Valério     | PSDB    |        |
| RN | Styvensom Valentim | PSDB    |        |
| PR | Orovisto Guimarães | PSDB    |        |

### Eleições presidenciais
| Ano  | Imagem | Candidato(a) a Presidente | Candidato(a) a Vice-Presidente | Coligação                                                              | Votos     | %     | Posição |        |
| ---- | --- | ------------------------- | ------------------------------ | ---------------------------------------------------------------------- | --------- | ----- | ------- | ------ |
| 2022 | | Simone Tebet (MDB)        | Mara Gabrilli (PSDB)           | Brasil para Todos (MDB, Fed. PSDB Cidadania [PSDB e Cidadania] e PODE) | 4.915.423 | 4,16% | 3ª      | [ 37 ] |
| 2022 | Segundo turno: Cidadania apoia o candidato vitorioso Luiz Inácio Lula da Silva (PT) e o PSDB libera diretórios e filiados |                           |                                |                                                                        |           |       |         |        |

### Eleições estaduais
| UF | Governador     | Partido | Imagem |
| -- | -------------- | ------- | ------ |
| MS | Eduardo Riedel | PSDB    |        |

| UF | Parlamentar       | Partido   | UF | Parlamentar      | Partido   | UF | Parlamentar          | Partido   | UF | Parlamentar        | Partido   |
| -- | ----------------- | --------- | -- | ---------------- | --------- | -- | -------------------- | --------- | -- | ------------------ | --------- |
| AC | Luiz Gonzaga      | PSDB      | MS | Mara Caseiro     | PSDB      | RS | Professor Bonatto    | PSDB      | SP | Barros Munhoz      | PSDB      |
| AP | Telma Nery        | Cidadania | MS | Paulo Corrêa     | PSDB      | RS | Delegada Nadine      | PSDB      | SP | Bruna Furlan       | PSDB      |
| BA | Tiago Correia     | PSDB      | MS | Jamilson Name    | PSDB      | RS | Neri, o Carteiro     | PSDB      | SP | Carla Morando      | PSDB      |
| BA | Jordavio Ramos    | PSDB      | MS | Zé Teixeira      | PSDB      | RS | Pedro Pereira        | PSDB      | SP | Carlão Pignatari   | PSDB      |
| BA | Pablo Roberto     | PSDB      | MS | Caravina         | PSDB      | RS | Kaká D'avila         | PSDB      | SP | Dirceu Dalben      | Cidadania |
| CE | Luana Ribeiro     | Cidadania | MS | Lia Nogueira     | PSDB      | RN | Bernardo Amorim      | PSDB      | SP | Rafa Zimbaldi      | Cidadania |
| CE | Emilia Pessoa     | PSDB      | PA | Cilene Couto     | PSDB      | RN | Kleber Rodrigues     | PSDB      | SP | Rogério Nogueira   | PSDB      |
| DF | Paula Belmonte    | Cidadania | PA | Erick Monteiro   | PSDB      | RN | Ezequiel Ferreira    | PSDB      | SP | Vinícius Camarinha | PSDB      |
| ES | Vandinho Leite    | PSDB      | PA | Ana Cunha        | PSDB      | RN | José Dias            | PSDB      | SP | Mauro Bragato      | PSDB      |
| ES | Mazinho dos Anjos | PSDB      | PB | Fábio Ramalho    | PSDB      | RN | Dr. Keginaldo Jacome | PSDB      | SP | Maria Lúcia Amary  | PSDB      |
| GO | Dr. José Machado  | PSDB      | PB | Camila Toscano   | PSDB      | RN | Gustavo Carvalho     | PSDB      | SE | Georgeo Passos     | Cidadania |
| GO | Gustavo Sebba     | PSDB      | PB | Tovar Lima       | PSDB      | RN | Tomba Farias         | PSDB      | SE | Samuel Carvalho    | Cidadania |
| MG | Leonídio Bouças   | PSDB      | PE | Débora Almeida   | PSDB      | RN | Nelter Queiroz       | PSDB      | TO | Eduardo do Dertins | Cidadania |
| MG | Raul Belém        | Cidadania | PE | Álvaro Porto     | PSDB      | RN | Galeno Torquato      | PSDB      | TO | Luana Ribeiro      | PSDB      |
| MG | João Vítor Xavier | Cidadania | PE | Izaias Régis     | PSDB      | RN | Ubaldo Fernandes     | PSDB      | TO | Olyntho Neto       | PSDB      |
| MG | João Bosco        | Cidadania | PR | Douglas Fabrício | Cidadania | SC | Marcos Vieira        | PSDB      |    |                    |           |
| MT | Faissal Calil     | Cidadania | PR | Mabel Canto      | PSDB      | SP | Analice Fernandes    | PSDB      |    |                    |           |
| MT | Carlos Avalone    | PSDB      | RR | Marcelo Cabral   | Cidadania | SP | Ana Carolina Serra   | Cidadania |    |                    |           |